# Municipio de Ladore
El municipio de Ladore (en inglés: Ladore Township) es un municipio ubicado en el condado de Neosho en el estado estadounidense de Kansas. En el año 2010 tenía una población de 371 habitantes y una densidad poblacional de 2,98 personas por km².

## Geografía
El municipio de Ladore se encuentra ubicado en las coordenadas 37°25′39″N 95°18′21″O / 37.42750, -95.30583. Según la Oficina del Censo de los Estados Unidos, el municipio tiene una superficie total de 124.63 km², de la cual 121,3 km² corresponden a tierra firme y (2,67 %) 3,33 km² es agua.

## Demografía
Según el censo de 2010, había 371 personas residiendo en el municipio de Ladore. La densidad de población era de 2,98 hab./km². De los 371 habitantes, el municipio de Ladore estaba compuesto por el 97,04 % blancos, el 0,27 % eran asiáticos, el 1,08 % eran de otras razas y el 1,62 % eran de una mezcla de razas. Del total de la población el 4,58 % eran hispanos o latinos de cualquier raza.